# Horki
Horki (en biélorusse : Горкі, prononcé ['ɣorkʲi]) ou Gorki (en russe : Горки) est une ville de la voblast de Mahiliow, en Biélorussie, et le centre administratif du raïon de Horki. Sa population s'élevait à 34 553 habitants en 2017.

## Géographie
Horki est située, à vol d'oiseau; à 60 km au nord-est de Moguilev et à 20 km de la frontière russe.

## Histoire
La première mention du village de Horki remonte à l'année 1544. Il devint une possession de la famille Sapieha en 1584. Au cours de la Grande Guerre du Nord entre la Russie et la Suède, Pierre Ier y séjourna du 9 juillet au 16 août 1708. Horki fut attribué à l'Empire russe par la première partition de la Pologne, en 1772. Il fut alors rattaché à la province d'Orcha. Une école d'agriculture ouvrit à Horki en 1840 et devint en 1848 l'Institut d'agriculture de Horki. Cette école fut le centre de l'enseignement agricole en Biélorussie. Le 26 décembre 1861, le village de Horki accéda au statut de ville et reçut ses armoiries en 1867. Après l'Insurrection polonaise de 1861-1864, l'institut agricole fut transféré à Saint-Pétersbourg, mais une école d'agriculture continua à exister à Horki. L'Institut d'agriculture de Horki reprit ses activités en 1919, dans le cadre de la république socialiste soviétique de Biélorussie, devenant en 1925 l'Académie d'agriculture de Biélorussie. Le raïon de Horki fut créé le 17 juillet 1924. Pendant la Seconde Guerre mondiale, Horki fut occupée par l'Allemagne nazie le 12 juillet 1941 et un ghetto y fut rapidement établi où furent regroupés les Juifs de Horki et des villages voisins. La Gestapo et la gendarmerie allemande s'établirent dans les bâtiments de l'Académie d'agriculture. Le 7 octobre 1941, plus de 2 500 Juifs qui y étaient détenus, furent exécutés à proximité de la ville. Le 26 juin 1944, Horki fut libérée par le deuxième front biélorusse de l'Armée rouge. Les nouvelles armoiries de Horki furent approuvées par un décret présidentiel du 24 août 2006.

## Éducation
Horki abrite l’Académie d’État d’agriculture (en biélorusse : Беларуская сельскагаспадарчая акадэмія).

## Galerie

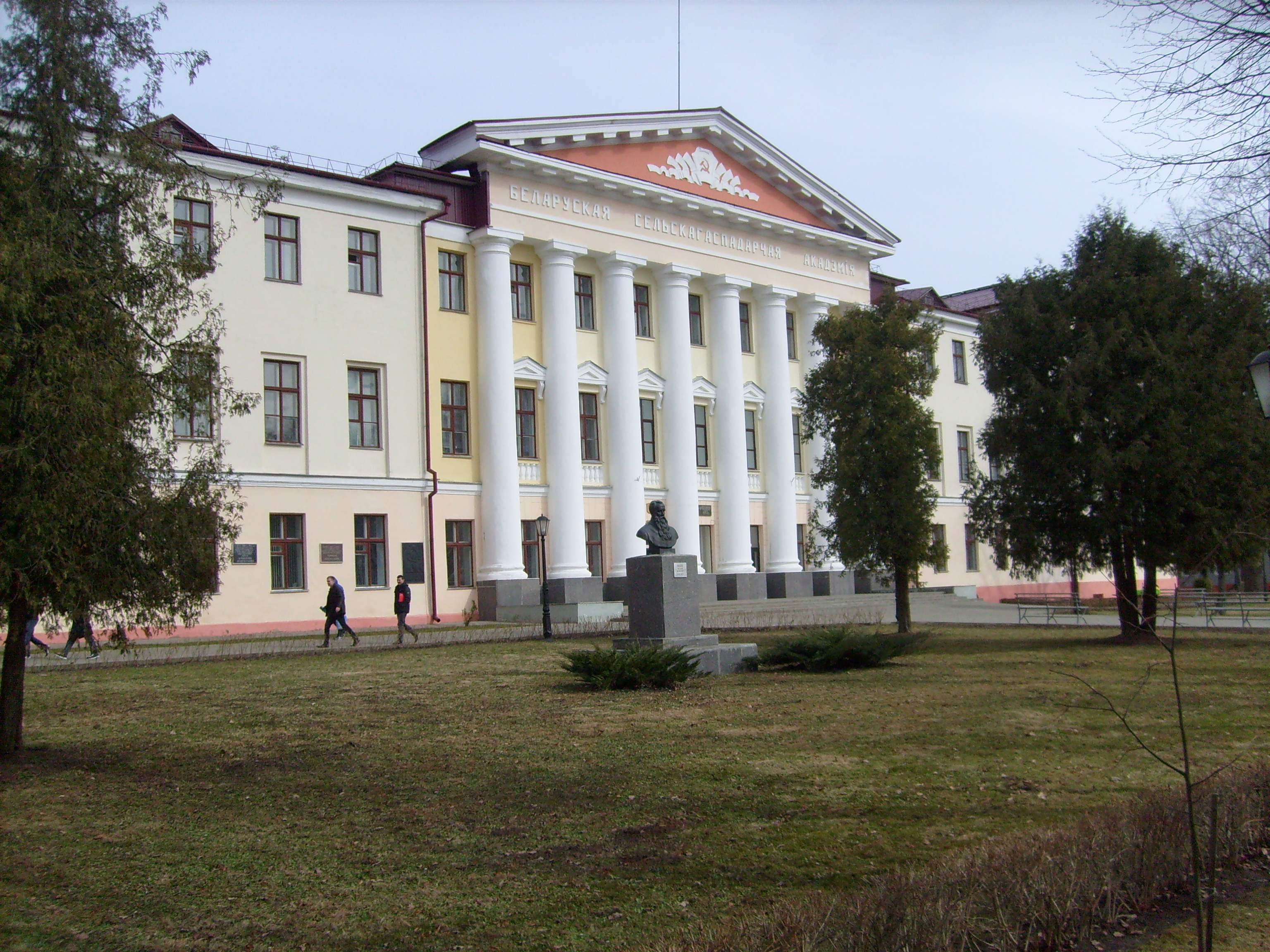
Académie agricole d'État de Biélorussie.
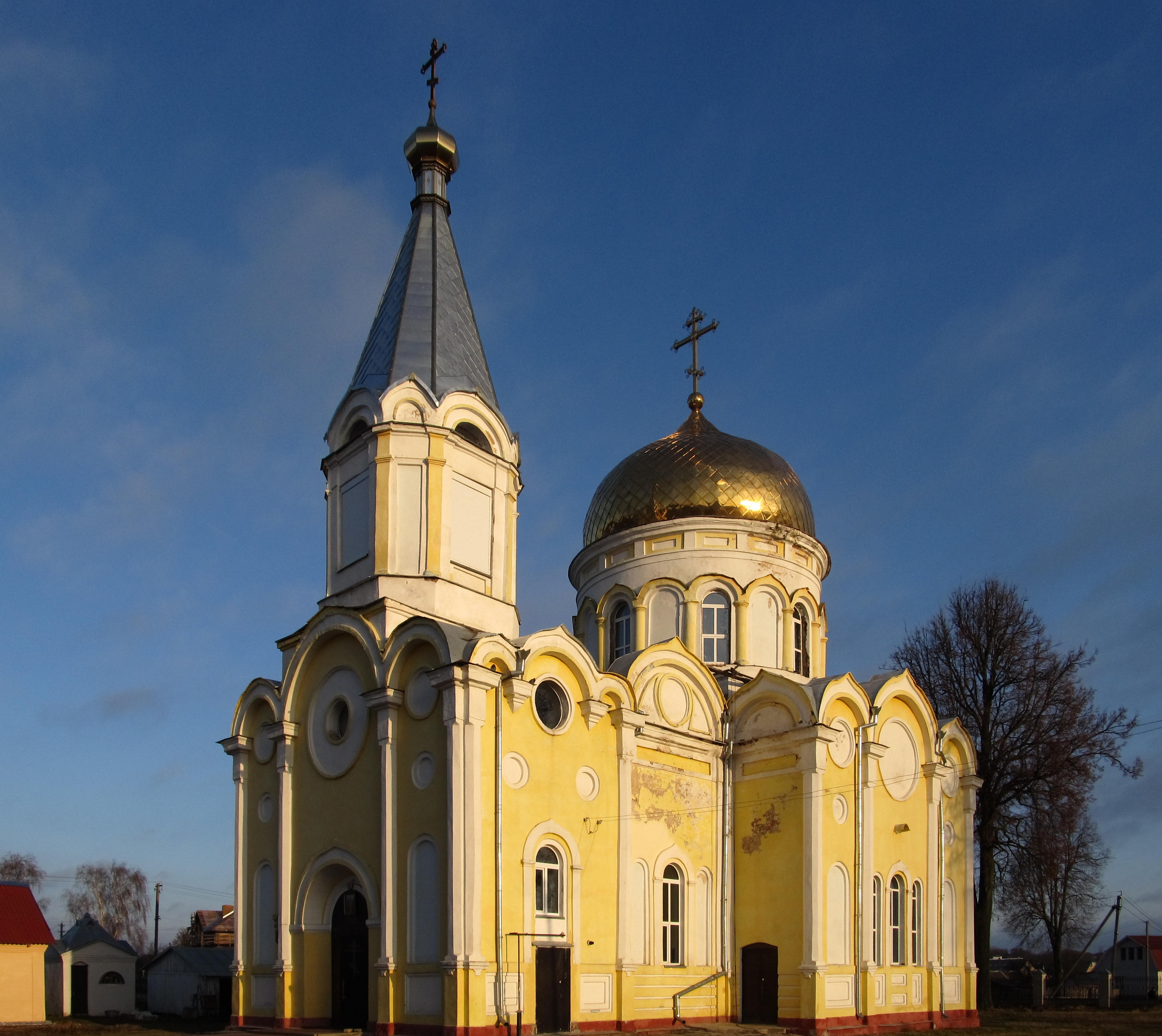
Église de l'Ascension de Jésus Christ (orthodoxe).

## Population
Recensements (*) ou estimations de la population :
| 1856  | 1864  | 1888  | 1897* | 1923* | 1926* |
| ----- | ----- | ----- | ----- | ----- | ----- |
| 3 830 | 3 954 | 6 331 | 6 735 | 7 829 | 8 527 |

| 1939*  | 1959*  | 1970*  | 1979*  | 1989*  | 1999*  |
| ------ | ------ | ------ | ------ | ------ | ------ |
| 12 475 | 15 099 | 22 117 | 26 627 | 30 905 | 33 000 |

| 2009*  | 2013   | 2014   | 2015   | 2016   | 2017   |
| ------ | ------ | ------ | ------ | ------ | ------ |
| 32 777 | 31 432 | 31 988 | 32 943 | 33 830 | 34 553 |